# Sindaci di Dortmund
Di seguito l'elenco cronologico dei sindaci di Dortmund e delle altre figure apicali equivalenti che si sono succedute nel corso della storia.

## Repubblica di Weimar (1918-1933)
| Sindaci (Oberbürgermeister) (1918-1933) | Sindaci (Oberbürgermeister) (1918-1933) | Sindaci (Oberbürgermeister) (1918-1933) | Sindaci (Oberbürgermeister) (1918-1933) | Sindaci (Oberbürgermeister) (1918-1933) | Sindaci (Oberbürgermeister) (1918-1933) |
| Nominativo                              | Partito                                 | Partito                                 | Mandato                                 | Mandato                                 |                                         |
| Nominativo                              | Partito                                 | Partito                                 | Inizio                                  | Fine                                    |                                         |
| --------------------------------------- | --------------------------------------- | --------------------------------------- | --------------------------------------- | --------------------------------------- | --------------------------------------- |
| Ernst Eichhoff                          |                                         | Partito Popolare Tedesco                | 9 novembre 1918                         | 1º agosto 1933                          |                                         |

## Germania nazista (1933-1945)
| Sindaci (Oberbürgermeister) nominati dal governo (1933-1945) | Sindaci (Oberbürgermeister) nominati dal governo (1933-1945) | Sindaci (Oberbürgermeister) nominati dal governo (1933-1945) | Sindaci (Oberbürgermeister) nominati dal governo (1933-1945) | Sindaci (Oberbürgermeister) nominati dal governo (1933-1945) |
| Nominativo                                                   | Partito                                                      | Partito                                                      | Mandato                                                      | Mandato                                                      |
| Nominativo                                                   | Partito                                                      | Partito                                                      | Inizio                                                       | Fine                                                         |
| ------------------------------------------------------------ | ------------------------------------------------------------ | ------------------------------------------------------------ | ------------------------------------------------------------ | ------------------------------------------------------------ |
| Ludwig Malzbender (facente funzioni)                         |                                                              | Partito Nazionalsocialista Tedesco dei Lavoratori            | 7 agosto 1933                                                | novembre 1933                                                |
| Bruno Schüler (Commissario)                                  |                                                              | Partito Nazionalsocialista Tedesco dei Lavoratori            | dicembre 1933                                                | agosto 1934                                                  |
| Willi Banike                                                 |                                                              | Partito Nazionalsocialista Tedesco dei Lavoratori            | 30 agosto 1934                                               | 12 aprile 1945                                               |

## Zona di occupazione britannica (1945-1949)
| Sindaci (Oberbürgermeister) nominati dal comando militare britannico (1945-1949) | Sindaci (Oberbürgermeister) nominati dal comando militare britannico (1945-1949) | Sindaci (Oberbürgermeister) nominati dal comando militare britannico (1945-1949) | Sindaci (Oberbürgermeister) nominati dal comando militare britannico (1945-1949) | Sindaci (Oberbürgermeister) nominati dal comando militare britannico (1945-1949) | Sindaci (Oberbürgermeister) nominati dal comando militare britannico (1945-1949) |
| Nominativo                                                                       | Partito                                                                          | Partito                                                                          | Mandato                                                                          | Mandato                                                                          |                                                                                  |
| Nominativo                                                                       | Partito                                                                          | Partito                                                                          | Inizio                                                                           | Fine                                                                             |                                                                                  |
| -------------------------------------------------------------------------------- | -------------------------------------------------------------------------------- | -------------------------------------------------------------------------------- | -------------------------------------------------------------------------------- | -------------------------------------------------------------------------------- | -------------------------------------------------------------------------------- |
| Hermann Ostrop                                                                   |                                                                                  | Unione Cristiano-Democratica di Germania                                         | 13 aprile 1945                                                                   | 8 febbraio 1946                                                                  |                                                                                  |
| Wilhelm Hansmann                                                                 |                                                                                  | Partito Socialdemocratico di Germania                                            | 8 febbraio 1946                                                                  | 16 aprile 1946                                                                   |                                                                                  |
| Herbert Scholtissek                                                              |                                                                                  | Unione Cristiano-Democratica di Germania                                         | 16 aprile 1946                                                                   | 28 ottobre 1946                                                                  |                                                                                  |
| Fritz Henßler                                                                    |                                                                                  | Partito Socialdemocratico di Germania                                            | 29 ottobre 1946                                                                  | 23 maggio 1949                                                                   |                                                                                  |

## Repubblica Federale di Germania (dal 1949)
| Sindaci (Oberbürgermeister) eletti dal Consiglio cittadino (1949-1999)   | Sindaci (Oberbürgermeister) eletti dal Consiglio cittadino (1949-1999) | Sindaci (Oberbürgermeister) eletti dal Consiglio cittadino (1949-1999) | Sindaci (Oberbürgermeister) eletti dal Consiglio cittadino (1949-1999) | Sindaci (Oberbürgermeister) eletti dal Consiglio cittadino (1949-1999) | Sindaci (Oberbürgermeister) eletti dal Consiglio cittadino (1949-1999) |
| Nominativo                                                               | Partito                                                                | Partito                                                                | Mandato                                                                | Mandato                                                                | Elezione                                                               |
| Nominativo                                                               | Partito                                                                | Partito                                                                | Inizio                                                                 | Fine                                                                   | Elezione                                                               |
| ------------------------------------------------------------------------ | ---------------------------------------------------------------------- | ---------------------------------------------------------------------- | ---------------------------------------------------------------------- | ---------------------------------------------------------------------- | ---------------------------------------------------------------------- |
| Fritz Henßler                                                            |                                                                        | Partito Socialdemocratico di Germania                                  | 23 maggio 1949                                                         | 4 dicembre 1953                                                        | ?                                                                      |
| Dietrich Keuning                                                         |                                                                        | Partito Socialdemocratico di Germania                                  | 1954                                                                   | 1969                                                                   | ?                                                                      |
| Heinrich Sondermann                                                      |                                                                        | Partito Socialdemocratico di Germania                                  | 1969                                                                   | 1973                                                                   | ?                                                                      |
| Günter Samtlebe                                                          |                                                                        | Partito Socialdemocratico di Germania                                  | 12 febbraio 1973                                                       | 30 settembre 1999                                                      | ?                                                                      |
| Sindaci (Oberbürgermeister) eletti direttamente dai cittadini (dal 1999) |                                                                        |                                                                        |                                                                        |                                                                        |                                                                        |
| Nominativo                                                               | Partito                                                                | Partito                                                                | Mandato                                                                | Mandato                                                                | Elezione                                                               |
| Nominativo                                                               | Partito                                                                | Partito                                                                | Inizio                                                                 | Fine                                                                   | Elezione                                                               |
| Gerhard Langemeyer                                                       |                                                                        | Partito Socialdemocratico di Germania                                  | 1º ottobre 1999                                                        | 20 ottobre 2009                                                        | Elezione 1999                                                          |
| Gerhard Langemeyer                                                       | Elezione 2004                                                          | Partito Socialdemocratico di Germania                                  | 1º ottobre 1999                                                        | 20 ottobre 2009                                                        |                                                                        |
| Ullrich Sierau                                                           |                                                                        | Partito Socialdemocratico di Germania                                  | 21 ottobre 2009                                                        | 1º novembre 2020                                                       | Elezione 2009                                                          |
| Ullrich Sierau                                                           | Elezione 2014                                                          | Partito Socialdemocratico di Germania                                  | 21 ottobre 2009                                                        | 1º novembre 2020                                                       |                                                                        |
| Thomas Westphal                                                          |                                                                        | Partito Socialdemocratico di Germania                                  | 1º novembre 2020                                                       | in carica                                                              | Elezione 2020                                                          |